# Maraguia
Maraguia (łac. Maraguiensis) – diecezja historyczna w Cesarstwie rzymskim w prowincji Byzacena, współcześnie w Tunezji. Obecnie katolickie biskupstwo tytularne.

## Biskupi tytularni
| Lp. | Biskup                    | Funkcja                                       | Od               | Do                |
| --- | ------------------------- | --------------------------------------------- | ---------------- | ----------------- |
| 1   | Joseph Anthony O’Sullivan | emerytowany arcybiskup Kingston (Kanada)      | 14 grudnia 1966  | 23 listopada 1970 |
| 2   | Joseph Robert Crowley     | biskup pomocniczy Fort Wayne-South Bend (USA) | 16 czerwca 1971  | 4 lutego 2003     |
| 3   | Ulrich Neymeyr            | biskup pomocniczy Moguncji (Niemcy)           | 20 lutego 2003   | 19 września 2014  |
| 4   | Moises Cuevas             | biskup pomocniczy Zamboanga (Filipiny)        | 19 marca 2020    | 29 czerwca 2023   |
| 5   | Zenildo Lima da Silva     | biskup pomocniczy Manaus (Brazylia)           | 27 września 2023 |                   |